# Phillips megye (Montana)
Phillips megye az Amerikai Egyesült Államokban, azon belül Montana államban található. Megyeszékhelye és legnagyobb városa Malta. Lakosainak száma 4217 fő (2020. április 1.). Phillips megye Blaine, Valley, Garfield, Petroleum és Fergus megyékkel határos.

## Népesség
A megye népességének változása:
| Lakosok száma | 4267 | 4208 | 4130 | 4179 | 4169 | 4217 |
|               | 2010 | 2011 | 2012 | 2013 | 2015 | 2020 |